# Mi carro
«Mi carro» es una rumba compuesta en 1969 por el letrista Alejandro Cintas y por el músico Rafael Jaén e interpretada por el cantante español Manolo Escobar.
Es una canción española que fue interpretada y grabada por primera vez por el Dúo Los Serranos, luego Manolo Escobar la hizo muy popular dónde tuvo mucho éxito durante la segunda mitad del siglo XX.